# دهستان ناتل‌رستاق
ناتل رستاق، دهستانی است به مرکزیت شهر چمستان از توابع بخش چمستان شهرستان نور در استان مازندران ایران.

## پیشینه
ظهیرالدین مرعشی در کتاب تاریخ طبرستان و رویان و مازندران آورده‌است، افراسیاب از استرآباد به سمت منوچهر تازید و درگیری ۱۲ساله بین آنها شکل گرفت. در طول این نزاع منوچهر در رویان بود و مقر افراسیاب دهی بنام خسروآباد در ناتل‌رستاق بوده‌است. در نزدیکی این ده درخت مازوی عظیمی وجود داشت که الحاق آن موضع را شاه مازی‌بن گویند.

## جمعیت
براساس سرشماری سال ۱۳۸۵ جمعیت آن۲۰۵۰ نفر (۷۶۰ خانوار) بوده‌است.